# Pastor lapón de Suecia
El Pastor lapón de Suecia es una raza de perro tipo Spitz. De origen sueco es una de las tres razas de pastor lapón desarrolladas desde un tipo de perro criado por el pueblo Sami para la caza y guarda de sus renos.
La expresión la belleza negra de Nordland suele atribuirse al pastor lapón sueco, que es además una de las razas suecas más antigua. El nombre en sueco es "Svensk lapphund". Viva, alerta, amable y cariñosa. El Lapphund es muy receptivo, atento y dispuesto a trabajar. Sus habilidades como buen perro pastor lo hicieron muy útil en el comercio de renos. Es muy versátil, apto para entrenamiento de obediencia, agilidad, pastoreo, rastreo, etc. Es fácil de entrenar, lleno de resistencia y dureza. 
Sobre el Lapphund sueco.
Los Lapphunds suecos son maravillosos compañeros de familia y prosperan cuando se los incluye en todas las actividades de su manada humana. Este spitz de tamaño mediano, vivo e inteligente, es un perro versátil, juguetón y enérgico. Aunque generalmente se considera una raza de energía media a alta, es capaz de relajarse y enfriar cuando sea apropiado, también conocido como el interruptor de encendido / apagado de Lappie. Alerta y amigable, también pueden ser independientes y tercos. La raza conserva sus rasgos de vigilancia y pastoreo de alerta y ladridos para llamar la atención. El Lappie sueco está ansioso por complacer, trabajará con usted y es adecuado para rally, agilidad, pastoreo, trabajo de olfato y otros eventos complementarios.
Cuidado.

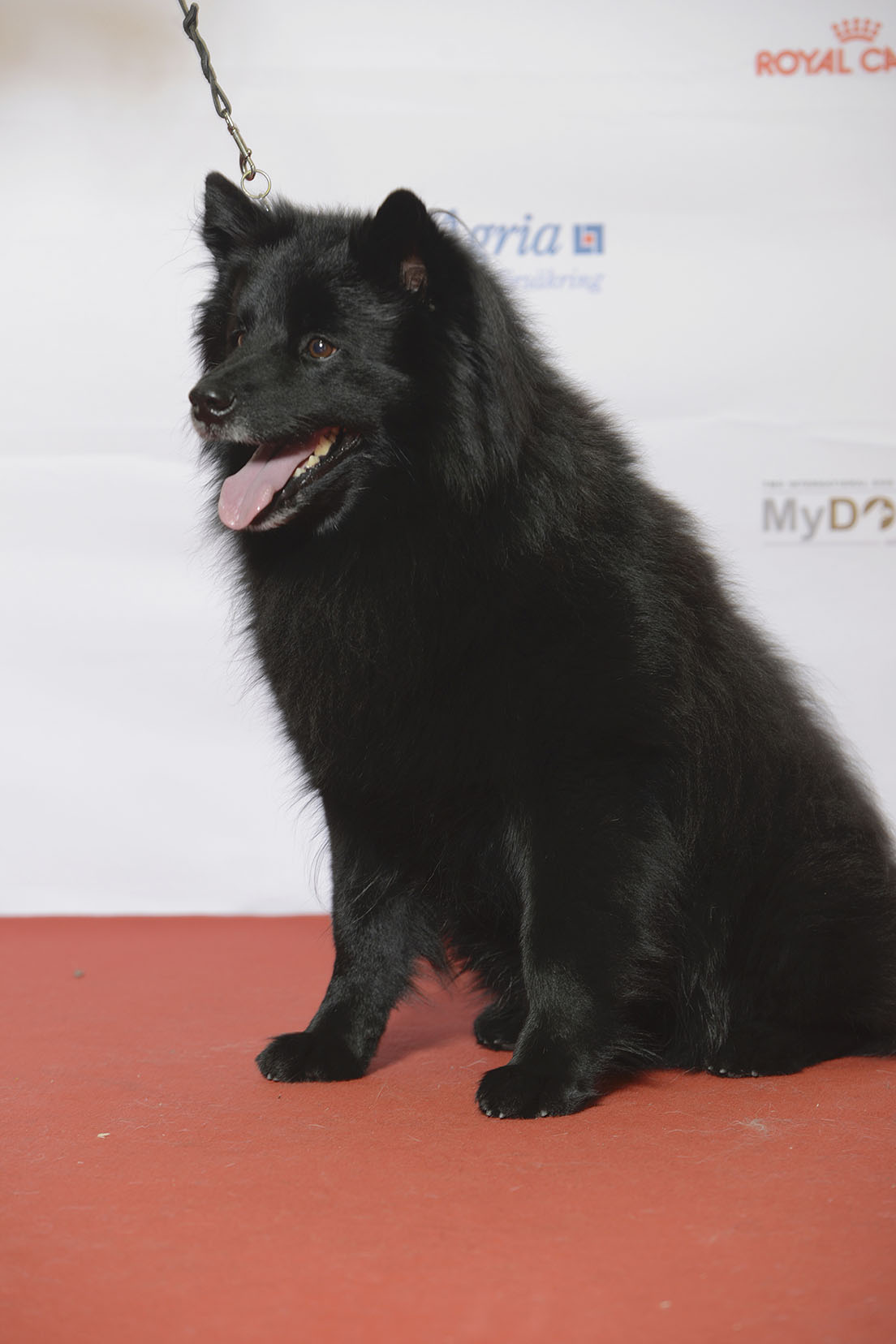

El Lapphund sueco debería funcionar bien con un alimento para perros de alta calidad  , ya sea fabricado comercialmente o preparado en casa con la supervisión y aprobación de su veterinario. Cualquier dieta debe ser apropiada para la edad del perro (cachorro, adulto o mayor). Algunos perros son propensos a tener sobrepeso , así que observe el consumo de calorías y el nivel de peso de su perro. Las golosinas  pueden ser una ayuda importante en el entrenamiento, pero dar demasiadas puede causar obesidad. Aprenda qué alimentos para humanos son seguros para los perros y cuáles no. Consulte con su veterinario si tiene alguna inquietud sobre el peso o la dieta de su perro. Debe haber agua limpia y fresca disponible en todo momento.
Historia.
El Lapphund sueco es la más antigua de las razas nativas suecas y se cree que es una de las razas más antiguas que existen en la actualidad. Fue un socio importante del pueblo Sami de Laponia (norte de Noruega, Suecia, Finlandia y noroeste de Rusia) inicialmente como perro de caza y guardia y luego como socio de pastoreo con la domesticación de renos. Una característica del pastoreo de Lappie es el uso de sus talentos vocales. Se cree que los sami favorecían a los lapones que ladraban por dos razones: se disuadía a los depredadores de acercarse demasiado y el reno sabía que la criatura de cuatro patas que ladraba era amiga, no enemiga. El instinto de pastoreo sigue vivo y coleando en el Lappie moderno.
La raza estuvo cerca de la extinción a mediados del siglo XX, pero gracias a los dedicados esfuerzos de varios criadores, fue revivida. Hoy en día, sigue siendo una raza muy rara con una estimación de aproximadamente 1000-1200 en todo el mundo, la mayoría de los cuales se encuentran en Suecia.